# آساهینا یوشیهیده
آساهینا یوشی‌هیده ((به ژاپنی: 朝比奈 義秀 Asahina Yoshihide)؛ زادهٔ ۱ ژانویهٔ ۱۱۷۶) سامورایی، و بوشی اهل ژاپن است. یک جنگجوی ژاپنی در اوایل قرن سیزدهم و پسر وادا یوشیموری و توموئه گوزن بود. نام او (همچنین با شخصیت‌های آساهینا (آسااینا) نوشته شده است) از ولایت آوا (چیبا) (آمبا) آسااینا -گون می‌آید، که در آن زمان او به احتمال زیاد یک شخصیت تاریخی، یوشیهیده بود در ادبیات و در کابوکی به‌عنوان یک شخصیت افسانه‌ای تا حدودی مافوق بشری ظاهر می‌شود، بر اساس این‌ها، مادرش جنگجوی زن مشهور توموئه گوزن بود و او قدرتی مافوق بشری داشت که از آن برای انجام تعدادی شاهکارهای خیره‌کننده استفاده می‌کرد.